# STARD7
STARD7 (англ. StAR related lipid transfer domain containing 7) – білок, який кодується однойменним геном, розташованим у людей на короткому плечі 2-ї хромосоми.  Довжина поліпептидного ланцюга білка становить 370 амінокислот, а молекулярна маса — 43 113.
| 10         |  | 20         |  | 30         |  | 40         |  | 50         |
| ---------- |  | ---------- |  | ---------- |  | ---------- |  | ---------- |
| MLPRRLLAAW |  | LAGTRGGGLL |  | ALLANQCRFV |  | TGLRVRRAQQ |  | IAQLYGRLYS |
| ESSRRVLLGR |  | LWRRLHGRPG |  | HASALMAALA |  | GVFVWDEERI |  | QEEELQRSIN |
| EMKRLEEMSN |  | MFQSSGVQHH |  | PPEPKAQTEG |  | NEDSEGKEQR |  | WEMVMDKKHF |
| KLWRRPITGT |  | HLYQYRVFGT |  | YTDVTPRQFF |  | NVQLDTEYRK |  | KWDALVIKLE |
| VIERDVVSGS |  | EVLHWVTHFP |  | YPMYSRDYVY |  | VRRYSVDQEN |  | NMMVLVSRAV |
| EHPSVPESPE |  | FVRVRSYESQ |  | MVIRPHKSFD |  | ENGFDYLLTY |  | SDNPQTVFPR |
| YCVSWMVSSG |  | MPDFLEKLHM |  | ATLKAKNMEI |  | KVKDYISAKP |  | LEMSSEAKAT |
| SQSSERKNEG |  | SCGPARIEYA |  |            |  |            |  |            |

A: Аланін

C: Цистеїн

D: Аспарагінова кислота

E: Глутамінова кислота

F: Фенілаланін

G: Гліцин

H: Гістидин

I: Ізолейцин

K: Лізин

L: Лейцин

M: Метіонін

N: Аспарагін

P: Пролін

Q: Глутамін

R: Аргінін

S: Серин

T: Треонін

V: Валін

W: Триптофан

Задіяний у такому біологічному процесі як поліморфізм. 
Локалізований у мітохондрії.